# Taraxacum kjellmanii
Taraxacum kjellmanii — вид квіткових рослин з підродини цикорієвих (Cichorioideae).

## Поширення
Данія, Норвегія, Швеція, Фінляндія, Бельгія, Німеччина, Австрія, Польща, Естонія, Латвія, Білорусь, Росія, Україна.
Зустрічається на сухих луках, скелястих схилах і в порушених місцях.

## Біоморфологічна характеристика
Це багаторічна рослина. Належить до Taraxacum sect. Taraxacum. Квіточки жовті.

## Використання
Taraxacum kjellmanii використовувався як декоративна рослина в садах і клумбах. Його також використовували як природний барвник для тканини та паперу.